# 18 Pułk Artylerii Polowej (Cesarstwo Niemieckie)

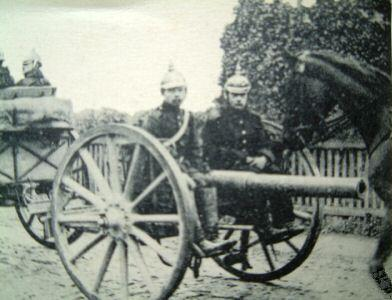
Niemiecka artyleria w 1914

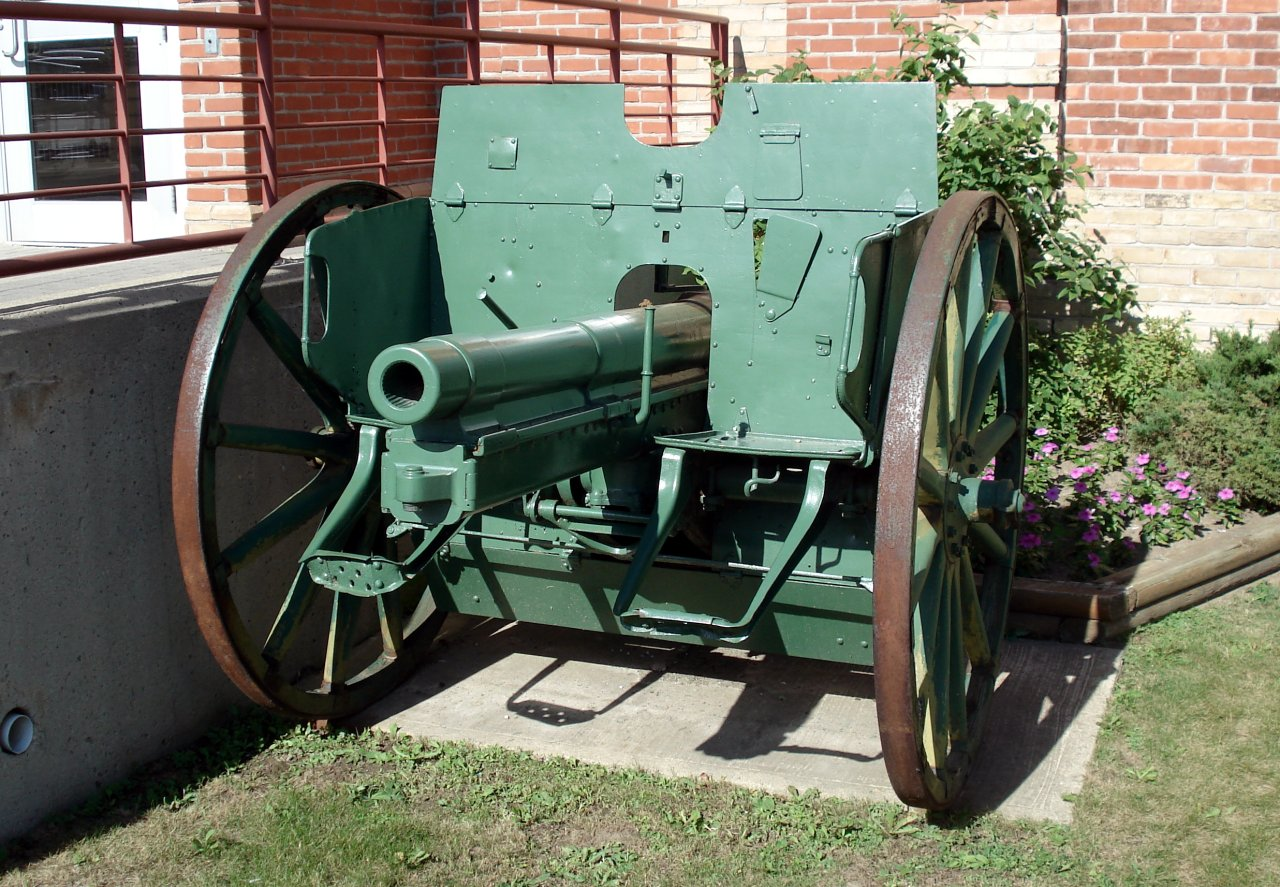
Armata 7,7 cm FK 96 n.A., podstawowa broń niemieckiej artylerii polowej w pierwszych latach wojny

18 Pułk Artylerii Polowej (2 Brandenburski) (niem. Feldartillerie-Regiment General-Feldzeugmeister (2. Brandenburgisches) Nr. 18) – pułk artylerii niemieckiej
Pułk został sformowany 24 października 1872  na terenie Brandenburgii.

## Schemat organizacyjny
- III Korpus Armijny, Berlin
  - 5 Dywizja Piechoty Frankfurt nad Odrą
    - 5 Brygada Artylerii Polowej (5. Feldartillerie-Brigade), Frankfurt nad Odrą
      - 18 pułk artylerii polowej (2 Brandenburski) – Frankfurt nad Odrą

## Wyposażenie
Według standardowego schematu wyposażenia niemieckich dywizji, w momencie rozpoczęcia wojny w 1914 pułk miał 36 dział zgrupowanych w dwóch batalionach, po trzy baterie każdy. Jeden batalion miał 18 armat 7,7 cm FK 96 n.A., drugi również 18 tych armat albo 18 haubic 10,5 cm leFH 98/09 (jeden z czterech batalionów dywizji był wyposażony w haubice). W miarę postępu wojny ilość i rodzaj dział ulegały zmianie. Na przykład, jest prawdopodobne że w późniejszym okresie wojny pułk był wyposażony w armaty 7,7 cm FK 16.

## Dowódcy pułku
- płk von Horn (1914)